# Mistrzostwa Świata Juniorów w Biathlonie 2002
Mistrzostwa Świata Juniorów w Biathlonie 2002 odbyły się we włoskiej miejscowości Ridnaun-Val Ridanna, w dniach 30 stycznia – 3 lutego 2002 roku. Rozegrane zostały 4 konkurencje: bieg indywidualny, bieg sprinterski, bieg pościgowy i bieg sztafetowy. Wszystkie konkurencje zostały rozegrane dla mężczyzn i kobiet juniorów oraz juniorów młodszych. W sumie odbyło się 16 biegów.

## Wyniki kobiet (juniorki)

### Bieg sprinterski – 7,5 km[1]
- Data: 30 stycznia 2002

| Medal | Zawodnik           | Narodowość | Strzelanie | Wynik   | Strata  |
| ----- | ------------------ | ---------- | ---------- | ------- | ------- |
|       | Kathrin Pfisterer  | Niemcy     | 1+0        | 23:24,5 |         |
|       | Jenny Adler        | Niemcy     | 0+1        | 23:28,7 | +4,2    |
|       | Ludmiła Anańka     | Białoruś   | 0+0        | 23:43,6 | +19,1   |
| ...   | ...                | ...        | ...        | ...     | ...     |
| 5.    | Katarzyna Ponikwia | Polska     | 0+0        | 23:58,6 | +34,1   |
| 34.   | Krystyna Pałka     | Polska     | 0+2        | 26:02,6 | +2:38,1 |
| 56.   | Bernadetta Bednarz | Polska     | 2+2        | 27:31,6 | +4:07,1 |
| 64.   | Magdalena Nykiel   | Polska     | 1+5        | 29:27,3 | +6:02,8 |

### Bieg pościgowy – 10 km[2]
- Data: 31 stycznia 2002

| Medal | Zawodnik           | Narodowość | Strzelanie | Wynik   | Strata  |
| ----- | ------------------ | ---------- | ---------- | ------- | ------- |
|       | Jenny Adler        | Niemcy     | 2+2+2+2    | 32:38,3 |         |
|       | Ute Niziak         | Niemcy     | 1+1+1+1    | 33:09,4 | +31,1   |
|       | Kathrin Pfisterer  | Niemcy     | 2+2+2+2    | 33:20,2 | +41,9   |
| ...   | ...                | ...        | ...        | ...     | ...     |
| 17.   | Katarzyna Ponikwia | Polska     | 3+3+3+3    | 36:23,0 | +3:44,7 |
| 39.   | Krystyna Pałka     | Polska     | 2+2+2+2    | 38:57,0 | +6:18,7 |

### Bieg indywidualny – 12,5 km[3]
- Data: 2 lutego 2002

| Medal | Zawodnik           | Narodowość        | Strzelanie | Wynik   | Strata   |
| ----- | ------------------ | ----------------- | ---------- | ------- | -------- |
|       | Nadieżda Czastina  | Rosja             | 0+0+0+0    | 40:43,8 |          |
|       | Ute Niziak         | Niemcy            | 1+1+1+0    | 43:27,3 | +2:43,5  |
|       | Lanny Barnes       | Stany Zjednoczone | 0+0+0+1    | 43:30,0 | +2:46,2  |
| ...   | ...                | ...               | ...        | ...     | ...      |
| 22.   | Katarzyna Ponikwia | Polska            | 1+0+2+2    | 46:33,4 | +5:49,6  |
| 44.   | Bernadetta Bednarz | Polska            | 2+2+2+0    | 49:14,2 | +8:30,4  |
| 53.   | Krystyna Pałka     | Polska            | 3+3+0+2    | 50:48,6 | +10:04,8 |
| 57.   | Anna Janas         | Polska            | 1+3+2+2    | 52:39,0 | +11:55,2 |

### Bieg sztafetowy – 3×7,5km[4]
- Data: 3 lutego 2002

| Medal | Drużyna                                                             | Strzelanie                      | Wynik     | Strata  |
| ----- | ------------------------------------------------------------------- | ------------------------------- | --------- | ------- |
|       | Niemcy · Jenny Adler · Kathrin Pfisterer · Ute Niziak               | 0+2 1+4 0+1 0+0 0+1 1+3 0+0 0+1 | 1:11:04,4 |         |
|       | Stany Zjednoczone · Carolyn Treacy · Tracy Barnes · Lanny Barnes    | 0+1 0+3 0+0 0+0 0+1 0+3         | 1:12:23,7 | +1:19,3 |
|       | Rosja · Tatiana Briołchanowa · Jelena Dawgul · Nadieżda Czastina    | 1+6 0+4 0+0 0+3 1+3 0+1 0+3 0+0 | 1:13:20,5 | +2:16,1 |
| ...   | ...                                                                 | ...                             | ...       | ...     |
| 13.   | Polska · Katarzyna Ponikwia · Magdalena Nykiel · Bernadetta Bednarz | 2+6 2+5 0+2 0+2 2+3 2+3 0+1 0+0 | 1:18:14,4 | +7:10,0 |

## Wyniki kobiet (juniorki młodsze)

### Bieg sprinterski – 6 km[5]
- Data: 30 stycznia 2002

| Medal | Zawodnik             | Narodowość | Strzelanie | Wynik   | Strata  |
| ----- | -------------------- | ---------- | ---------- | ------- | ------- |
|       | Dong Xue             | Chiny      | 1+1        | 18:45,4 |         |
|       | Anna Bułygina        | Rosja      | 2+1        | 18:52,8 | +7,3    |
|       | Olga Dudczenko       | Kazachstan | 1+1        | 19:06,8 | +21,3   |
| ...   | ...                  | ...        | ...        | ...     | ...     |
| 16.   | Paulina Bobak        | Polska     | 1+1        | 20:30,5 | +1:45,0 |
| 23.   | Angelika Szrubianiec | Polska     | 1+2        | 20:55,0 | +2:09,5 |
| 26.   | Agnieszka Grzybek    | Polska     | 0+1        | 21:06,5 | +2:21,0 |
| 42.   | Izabela Hobot        | Polska     | 3+1        | 21:50,8 | +3:05,3 |

### Bieg pościgowy – 7,5 km[6]
- Data: 31 stycznia 2002

| Medal | Zawodnik             | Narodowość | Strzelanie | Wynik   | Strata  |
| ----- | -------------------- | ---------- | ---------- | ------- | ------- |
|       | Dong Xue             | Chiny      | 1+0+2+1    | 27:38,7 |         |
|       | Kathlen Lindau       | Niemcy     | 0+0+1+0    | 27:57,0 | +18,3   |
|       | Anna Rathmann        | Niemcy     | 0+1+1+0    | 28:00,5 | +21,8   |
| ...   | ...                  | ...        | ...        | ...     | ...     |
| 17.   | Agnieszka Grzybek    | Polska     | 0+1+1+0    | 31:17,3 | +3:38,6 |
| 21.   | Paulina Bobak        | Polska     | 1+1+3+1    | 31:58,6 | +4:19,9 |
| 35.   | Angelika Szrubianiec | Polska     | 3+0+3+2    | 33:22,8 | +5:44,1 |
| 36.   | Izabela Hobot        | Polska     | 3+1+2+1    | 33:33,9 | +5:55,2 |

### Bieg indywidualny – 10 km[7]
- Data: 2 lutego 2002

| Medal | Zawodnik          | Narodowość | Strzelanie | Wynik   | Strata   |
| ----- | ----------------- | ---------- | ---------- | ------- | -------- |
|       | Kaja Eckhoff      | Norwegia   | 1+1+0+0    | 35:46,9 |          |
|       | Nina Karasewicz   | Ukraina    | 0+0+0+1    | 35:49,5 | +2,6     |
|       | Mervi Markkanen   | Finlandia  | 1+2+0+0    | 35:55,9 | +9,0     |
| ...   | ...               | ...        | ...        | ...     | ...      |
| 6.    | Paulina Bobak     | Polska     | 0+0+1+2    | 37:16,1 | +1:29,2  |
| 25.   | Agnieszka Grzybek | Polska     | 1+1+1+2    | 40:32,9 | +4:46,0  |
| 29.   | Monika Rzepka     | Polska     | 0+3+0+1    | 41:05,1 | +5:18,2  |
| 54.   | Joanna Musielska  | Polska     | 4+2+2+1    | 47:25,6 | +11:38,7 |

### Bieg sztafetowy – 3×6km[8]
- Data: 3 lutego 2002

| Medal | Drużyna                                                           | Strzelanie                      | Wynik     | Strata  |
| ----- | ----------------------------------------------------------------- | ------------------------------- | --------- | ------- |
|       | Chiny · Yin Qiao · Jia Yuping · Dong Xue                          | 1+4 0+4 1+3 0+0 0+1 0+2 0+0 0+2 | 58:01,1   |         |
|       | Rosja · Natalia Jegoszina · Anastasija Kuźmina · Marija Kossinowa | 2+6 0+7 0+0 0+3 2+3 0+1 0+3 0+3 | 58:07,9   | +6,8    |
|       | Niemcy · Anna Rathmann · Anne Preußler · Kathlen Lindau           | 0+2 0+5 0+2 0+1 0+0 0+1 0+0 0+3 | 58:23,4   | +22,3   |
| ...   | ...                                                               | ...                             | ...       | ...     |
| 7.    | Polska · Agnieszka Grzybek · Angelika Szrubianiec · Paulina Bobak | 1+5 2+5 1+3 0+1 0+1 2+3 0+1 0+1 | 1:01:41,4 | +3:40,3 |

## Wyniki mężczyzn (juniorzy)

### Bieg sprinterski – 10 km[9]
- Data: 30 stycznia 2002

| Medal | Zawodnik            | Narodowość | Strzelanie | Wynik   | Strata  |
| ----- | ------------------- | ---------- | ---------- | ------- | ------- |
|       | Mattias Nilsson     | Szwecja    | 1+1        | 26:31,4 |         |
|       | Robert Wick         | Niemcy     | 0+1        | 26:33,6 | +2,2    |
|       | Michal Šlesingr     | Czechy     | 0+2        | 26:40,1 | +8,7    |
| ...   | ...                 | ...        | ...        | ...     | ...     |
| 41.   | Krzysztof Pływaczyk | Polska     | 0+1        | 28:41,1 | +2:09,7 |
| 50.   | Łukasz Wojaczek     | Polska     | 0+1        | 29:04,4 | +2:33,0 |
| 58.   | Łukasz Matysek      | Polska     | 3+0        | 29:25,0 | +2:53,6 |

### Bieg pościgowy – 12,5 km[10]
- Data: 31 stycznia 2002

| Medal | Zawodnik             | Narodowość | Strzelanie | Wynik   | Strata  |
| ----- | -------------------- | ---------- | ---------- | ------- | ------- |
|       | Michal Šlesingr      | Czechy     | 1+0+1+1    | 37:10,1 |         |
|       | Maksim Czudow        | Rosja      | 0+2+1+2    | 37:38,1 | +28,0   |
|       | Siergiej Daszkiewicz | Białoruś   | 0+0+0+0    | 37:57,4 | +47,3   |
| ...   | ...                  | ...        | ...        | ...     | ...     |
| 40.   | Łukasz Wojaczek      | Polska     | 2+2+2+2    | 42:06,2 | +4:56,1 |
| 45.   | Krzysztof Pływaczyk  | Polska     | 2+2+2+2    | 42:42,2 | +5:32,1 |

### Bieg indywidualny – 15 km[11]
- Data: 2 lutego 2002

| Medal | Zawodnik            | Narodowość | Strzelanie | Wynik   | Strata  |
| ----- | ------------------- | ---------- | ---------- | ------- | ------- |
|       | Simon Eder          | Austria    | 0+1+0+0    | 42:12,4 |         |
|       | Artiom Gusiew       | Rosja      | 1+1+0+0    | 42:34,7 | +22,3   |
|       | Michael Rösch       | Niemcy     | 1+1+0+1    | 42:34,7 | +22,3   |
| ...   | ...                 | ...        | ...        | ...     | ...     |
| 9.    | Łukasz Matysek      | Polska     | 0+1+0+0    | 43:28,9 | +1:16,5 |
| 39.   | Łukasz Misiak       | Polska     | 0+2+1+0    | 47:24,1 | +5:11,7 |
| 44.   | Krzysztof Pływaczyk | Polska     | 3+1+0+1    | 48:20,5 | +6:08,1 |
| 60.   | Łukasz Wojaczek     | Polska     | 3+2+2+1    | 50:33,8 | +8:21,4 |

### Bieg sztafetowy – 4×7,5km[12]
- Data: 3 lutego 2002

| Medal | Drużyna                                                                                          | Strzelanie                              | Wynik     | Strata  |
| ----- | ------------------------------------------------------------------------------------------------ | --------------------------------------- | --------- | ------- |
|       | Niemcy · Michael Rösch · Robert Wick · Hansjörg Reuter · Markus Neumaier                         | 0+9 0+4 0+3 0+2 0+1 0+0 0+2 0+0 0+3 0+2 | 1:20:29,9 |         |
|       | Czechy · Jaroslav Soukup · Milan Faltus · Ondřej Moravec · Michal Šlesingr                       | 0+4 0+4 0+3 0+2 0+0 0+2 0+1 0+0 0+0 0+0 | 1:20:32,7 | +2,8    |
|       | Białoruś · Siergiej Daszkiewicz · Władimir Miklaszewski · Aleksiej Jurczenko · Aleksander Mytnik | 0+6 0+3 0+1 0+1 0+3 0+0 0+1 0+1         | 1:21:58,4 | +1:28,5 |
| ...   | ...                                                                                              | ...                                     | ...       | ...     |
| 17.   | Polska · Łukasz Wojaczek · Łukasz Matysek · Daniel Czogała · Krzysztof Pływaczyk                 | 4+7 0+6 1+3 0+1 3+3 0+3 0+1 0+2 0+0 0+0 | 1:29:15,6 | +8:45,7 |

## Wyniki Mężczyzn (juniorzy młodsi)

### Bieg sprinterski – 7,5 km[13]
- Data: 30 stycznia 2002

| Medal | Zawodnik          | Narodowość | Strzelanie | Wynik   | Strata  |
| ----- | ----------------- | ---------- | ---------- | ------- | ------- |
|       | Marcel Lorenc     | Niemcy     | 0+2        | 21:25,9 |         |
|       | Simon Fourcade    | Francja    | 0+0        | 21:35,6 | +9,7    |
|       | Ondřej Moravec    | Czechy     | 3+1        | 21:38,8 | +12,7   |
| ...   | ...               | ...        | ...        | ...     | ...     |
| 15.   | Rafał Skoczowski  | Polska     | 0+1        | 22:11,9 | +46,0   |
| 37.   | Stanisław Karpiel | Polska     | 1+3        | 23:29,5 | +2:03,6 |
| 49.   | Łukasz Zych       | Polska     | 2+2        | 24:03,0 | +2:37,1 |
| 54.   | Paweł Lasek       | Polska     | 3+2        | 24:21,2 | +2:55,3 |

### Bieg pościgowy – 10 km[14]
- Data: 31 stycznia 2002

| Medal | Zawodnik          | Narodowość | Strzelanie | Wynik   | Strata  |
| ----- | ----------------- | ---------- | ---------- | ------- | ------- |
|       | Andriej Dołbasow  | Rosja      | 0+1+1+1    | 30:01,9 |         |
|       | Tobias Strohm     | Niemcy     | 0+0+1+3    | 30:02,6 | +0,7    |
|       | Ondřej Moravec    | Czechy     | 2+2+1+2    | 30:10,0 | +8,1    |
| ...   | ...               | ...        | ...        | ...     | ...     |
| 21.   | Rafał Skoczowski  | Polska     | 1+3+1+2    | 32:41,5 | +2:39,6 |
| 30.   | Stanisław Karpiel | Polska     | 3+1+1+0    | 33:42,8 | +3:40,9 |
| 40.   | Łukasz Zych       | Polska     | 4+1+2+0    | 35:48,4 | +5:46,5 |

### Bieg indywidualny – 12,5 km[15]
- Data: 2 lutego 2002

| Medal | Zawodnik            | Narodowość | Strzelanie | Wynik   | Strata   |
| ----- | ------------------- | ---------- | ---------- | ------- | -------- |
|       | Christoph Knie      | Niemcy     | 2+1+1+0    | 39:10,8 |          |
|       | Ołeh Bereżnyj       | Ukraina    | 0+1+1+1    | 39:17,7 | +6,9     |
|       | Tobias Strohm       | Niemcy     | 1+2+0+1    | 39:30,7 | +19,9    |
| ...   | ...                 | ...        | ...        | ...     | ...      |
| 10.   | Rafał Skoczowski    | Polska     | 0+2+1+0    | 40:37,6 | +1:26,8  |
| 16.   | Stanisław Karpiel   | Polska     | 0+2+0+2    | 41:47,8 | +2:37,0  |
| 47.   | Paweł Lasek         | Polska     | 2+2+2+1    | 45:46,2 | +6:35,4  |
| 70.   | Adam Nędza-Kubiniec | Polska     | 2+2+2+3    | 49:57,6 | +10:46,8 |

### Bieg sztafetowy – 3×7,5km[16]
- Data: 3 lutego 2002

| Medal | Drużyna                                                            | Strzelanie                      | Wynik     | Strata  |
| ----- | ------------------------------------------------------------------ | ------------------------------- | --------- | ------- |
|       | Niemcy · Marcel Lorenc · Tobias Strohm · Christoph Knie            | 0+1 0+1 0+0 0+1 0+1 0+0 0+0 0+0 | 1:01:10,3 |         |
|       | Rosja · Aleksandr Pietrow · Władisław Mojsiejew · Andriej Dołbasow | 0+6 2+6 0+2 2+3 0+2 0+0 0+2 0+3 | 1:04:35,8 | +3:25,5 |
|       | Polska · Rafał Skoczowski · Stanisław Karpiel · Paweł Lasek        | 0+1 0+4 0+1 0+0 0+0 0+3 0+0 0+1 | 1:05:10,7 | +4:00,4 |

## Tabela medalowa
| Miejsce | Państwo           |   |   |   | Razem |
| ------- | ----------------- | - | - | - | ----- |
| 1.      | Niemcy            | 7 | 7 | 4 | 18    |
| 2.      | Chiny             | 3 |   |   | 3     |
| 3.      | Rosja             | 2 | 5 | 1 | 8     |
| 4.      | Czechy            | 1 | 1 | 3 | 5     |
| =5.     | Austria           | 1 |   |   | 1     |
| =5.     | Norwegia          | 1 |   |   | 1     |
| =5.     | Szwecja           | 1 |   |   | 1     |
| 8.      | Ukraina           |   | 2 |   | 2     |
| 9.      | Stany Zjednoczone |   | 1 | 1 | 2     |
| 10.     | Francja           |   | 1 |   | 1     |
| 11.     | Białoruś          |   |   | 3 | 3     |
| =12.    | Finlandia         |   |   | 1 | 1     |
| =12.    | Kazachstan        |   |   | 1 | 1     |
| =12.    | Polska            |   |   | 1 | 1     |